# ضريح أبي الحسن البيهقي
ضريح أبي الحسن البيهقي (بالفارسية: آرامگاه ابوالحسن بیهقی) هو ضريح تاريخي يعود إلى إيران المعاصرة، ويقع في مقاطعة سبزوار.